# Храм блаженної Ксенії Петербурзької (Дніпровський район)
Храм блаженної Ксенії Петербурзької  — православний храм в Києві, у Дніпровському районі. Належить до Лікарняного благочиння Києва.
Престольні свята: блаженної Ксенії Петербурзької (24 січня / 6 лютого) і Смоленської ікони Божої Матері (28 липня / 10 серпня).
Настоятель — протоієрей Віталій Данилюк.

## Історія
Освячення тимчасового лікарняного храму блаженної Ксенії Петербурзької і перша літургія відбулися, з благословення блаженнішого митрополита Володимира (Сабодана), в день престольного свята — 6 лютого 2000.
16 лютого 2003 на території Київської міської клінічної лікарні № 3 на місці будівництва храму з престолами на честь блаженної Ксенії Петербурзької і Смоленської ікони Божої Матері блаженніший Володимир освятив Хрест.
З вересня 2007 року виходить щонедільний парафіяльний інформаційний листок «Одігітрія».
10 серпня 2009 по благословенню Блаженнійшого Митрополита Київського і всієї України Володимира було створено сестринство в честь Смоленської ікони Богородиці, що успішно працює в кількох відділеннях лікарні.
26 жовтня 2010 на території лікарні розпочато будівництво храмового комплексу церкви на два престоли: на честь блаженної Ксенії Петербурзької та Смоленської ікони Богородиці.
При храмі діє недільна школа для дітей та проводяться уроки для дорослих.
2011 було організовано дитячий гурток ляльок-маріонеток «Чарівна скринька», в якому діти оволодівають мистецтвом виготовлення ляльок та використовують їх у виставах.

## Інтер'єр
Храм прикрашається іконами:
- Ксенії Петербурзької
- Смоленською, Тихвінською
- Небесне Вєлічіє Пресвятої Богородиці
- Преподобних Іова та Амфілохія Почаєвських, з частинками мощей цих святих

## Розташування
Храм блаженної Ксенії знаходиться на вулиці Петра Запорожця 26. Він відноситься до категорії лікарняних храмів, розміщується у Київській міській клінічній лікарні № 3, а саме у пристосованому приміщенні у терапевтичному відділенні, на першому поверсі 5-поверхового корпусу.

## Розклад
Храм відкрито щодня: понеділок — субота: 9:00 — 20:00.
Богослужіння проходять щотижнево
- субота — 16:00 — вечірні
- неділя — 9:00 — літургія (сповідь — 8:00)

За тим же розкладом відбуваються святкові богослужіння, що припадають на будні.
Акафісти: вівторок — п'ятниця — 18:00.